# Haworthia truncata var. truncata
Haworthia truncata var. truncata, és una varietat de Haworthia truncata del gènere Haworthia de la subfamília de les asfodelòidies.

## Descripció
Haworthia truncata var. truncata és la varietat tipus de l'espècie, sota la qual recauen les formes "minor" i "crassa".H. truncata f. minor" i "H. truncata f. crassa"; que ara es classifiquen com a sinònims de H. truncata var. truncata per la WCSP.

### Formes

#### Haworthia truncatavar.truncata f. minor
La forma "minor" (lit. "petita/menor") és una petita suculenta amb fulles grises o verd-grisoses amb una secció quasi rectangular, superfícies rugoses i berrugoses i puntes normalment peludes. Fa fillols lentament per formar petites agrupacions. Les fulles estan disposades en dues files oposades i són molt més petites que les de la forma normal. Les flors són petites, blanques, i apareixen principalment a finals de primavera sobre tiges llargues i primes.
Aquesta forma també se la coneix de vegades com Haworthia papillaris Breuer.
Distribució i hàbitat
Aquesta forma està restringida a una petita àrea entre la presa Kammanassie i Dysseldorp, de la província sud-africana del Cap Occidental.

#### Haworthia truncatavar.truncata f. crassa

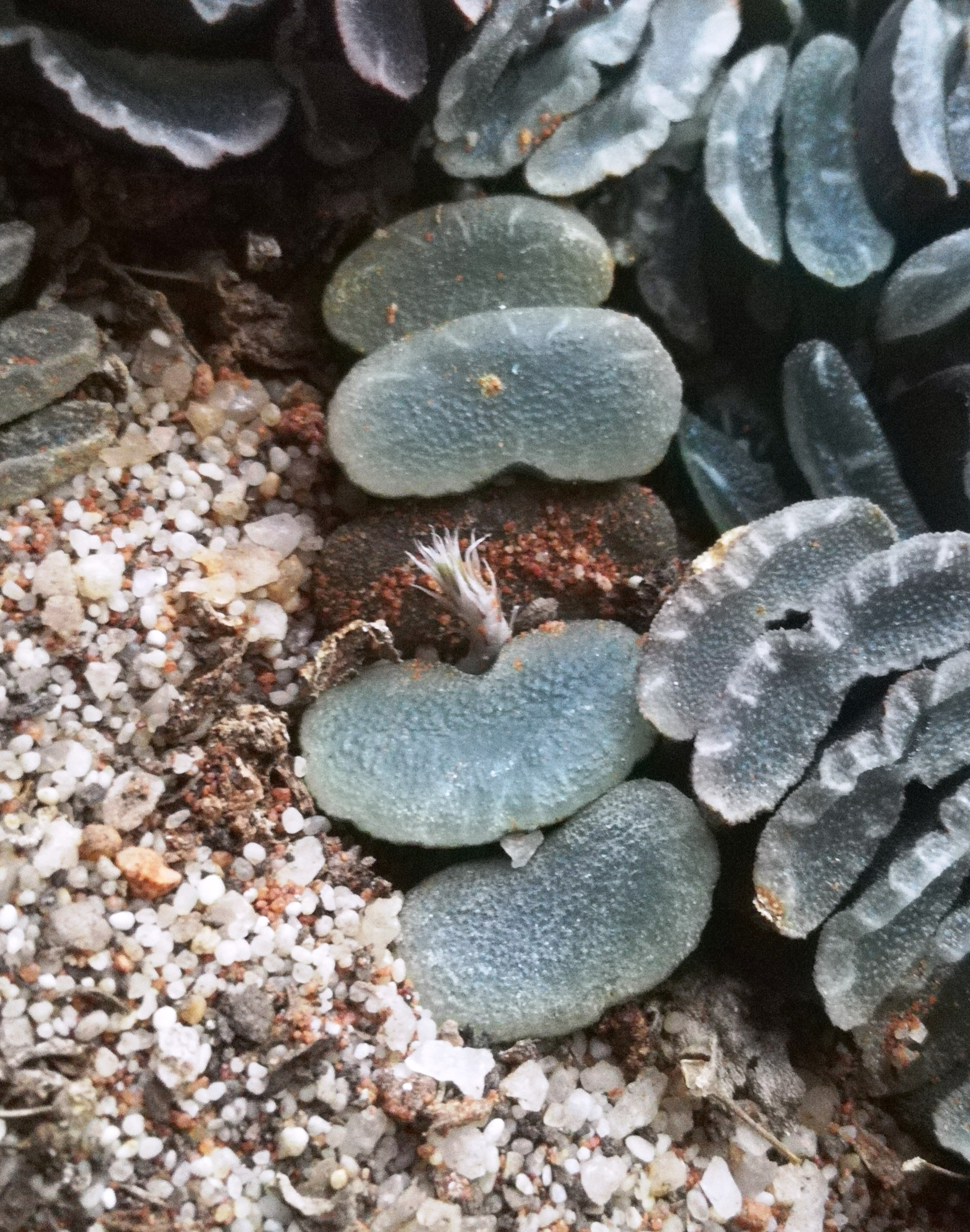

La forma "crassa" (lit. "dens") és una forma intermèdia entre la varietat maughanii i la varietat tipus truncata. Té les puntes de la fulla arrodonides de la var. maughanii, però, a diferència d'aquesta varietat, es disposen en files diferents i amb finestres foliars al marge superior.
Distribució i hàbitat
Aquesta forma creix a la província sud-africana del Cap Occidental, concretament al sud i est de Calitzdorp.
En el seu hàbitat creixen de forma solitària o formen lentament grups i es troben a l'ombra dels arbustos i ocasionalment en zones obertes. Creixen sota terra amb només l'àpex de les fulles que s'eleven per sobre de la superfície del sòl de manera que són difícils de trobar. Es tracta d'una excel·lent protecció contra els herbívors. Aquesta planta tan singular té arrels contràctils que arrossegaran la planta al sòl en èpoques de sequera, deixant només exposades les finestres.

## Taxonomia
Haworthia truncata var. truncata publicació desconeguda.
Sinonímia
- Haworthia truncata f. crassa Poelln., Repert. Spec. Nov. Regni Veg. 44: 239 (1938).
- Haworthia truncata f. normalis Poelln., Repert. Spec. Nov. Regni Veg. 44: 239 (1938), not validly publ.
- Haworthia truncata f. tenuis Poelln., Repert. Spec. Nov. Regni Veg. 44: 239 (1938).
- Haworthia truncata var. tenuis (Poelln.) M.B.Bayer, Haworthia Handb.: 161 (1976).
- Haworthia truncata var. minor Breuer, Avonia 21: 59 (2003).
- Haworthia papillaris Breuer, Gen. Haworthia 1: 7 (2010).[5]